# G. N. Ramachandran
 (décembre 2022).
La mise en forme du texte ne suit pas les recommandations de Wikipédia : il faut le « wikifier ».
Les points d'amélioration suivants sont les cas les plus fréquents. Le détail des points à revoir est peut-être précisé sur la page de discussion.
- Les titres sont pré-formatés par le logiciel. Ils ne sont ni en capitales, ni en gras.
- Le texte ne doit pas être écrit en capitales (les noms de famille non plus), ni en gras, ni en italique, ni en « petit »…
- Le gras n'est utilisé que pour surligner le titre de l'article dans l'introduction, une seule fois.
- L'italique est rarement utilisé : mots en langue étrangère, titres d'œuvres, noms de bateaux, etc.
- Les citations ne sont pas en italique mais en corps de texte normal. Elles sont entourées par des guillemets français : « et ».
- Les listes à puces sont à éviter, des paragraphes rédigés étant largement préférés. Les tableaux sont à réserver à la présentation de données structurées (résultats, etc.).
- Les appels de note de bas de page (petits chiffres en exposant, introduits par l'outil «  Source ») sont à placer entre la fin de phrase et le point final[comme ça].
- Les liens internes (vers d'autres articles de Wikipédia) sont à choisir avec parcimonie. Créez des liens vers des articles approfondissant le sujet. Les termes génériques sans rapport avec le sujet sont à éviter, ainsi que les répétitions de liens vers un même terme.
- Les liens externes sont à placer uniquement dans une section « Liens externes », à la fin de l'article. Ces liens sont à choisir avec parcimonie suivant les règles définies. Si un lien sert de source à l'article, son insertion dans le texte est à faire par les notes de bas de page.
- La présentation des références doit suivre les conventions bibliographiques. Il est recommandé d'utiliser les modèles {{Ouvrage}}, {{Chapitre}}, {{Article}}, {{Lien web}} et/ou {{Bibliographie}}. Le mode d'édition visuel peut mettre en forme automatiquement les références.
- Insérer une infobox (cadre d'informations à droite) n'est pas obligatoire pour parachever la mise en page.

Pour une aide détaillée, merci de consulter Aide:Wikification.
Si vous pensez que ces points ont été résolus, vous pouvez retirer ce bandeau et améliorer la mise en forme d'un autre article.
Pour les articles homonymes, voir Ramachandran.
Gopalasamudram Narayanan Ramachandran, ou G.N. Ramachandran (8 octobre 1922 - 7 avril 2001) était un physicien indien connu pour ses travaux qui ont conduit à la création du diagramme de Ramachandran pour comprendre la structure des peptides. Il a été le premier à proposer un modèle à triple hélice pour la structure du collagène. Il a ensuite apporté d'autres contributions majeures en biologie et en physique.

## Biographie
G. N. Ramachandran est né dans la ville d'Ernakulam, dans l'État de Cochin, en Inde, dans une famille de brahmanes tamouls (en). Il a obtenu son baccalauréat en physique au St Joseph's College de Tiruchirappalli (en) en 1939,. En 1942, il rejoint le département d'ingénierie électrique de l'Indian Institute of Science à Bangalore. Réalisant rapidement son intérêt pour la physique, il est passé au département de physique pour terminer sa maîtrise et sa thèse de doctorat sous la supervision du lauréat du prix Nobel Sir C. V. Raman.
En 1942, il a obtenu une maîtrise en physique de l'Université de Madras. Il y a étudié principalement la cristallographie et l'{optique des cristaux. Pendant ses études, il a créé un miroir de focalisation des rayons X pour le microscope à rayons X. Le domaine de la topographie des cristaux qui en résulte est largement utilisé dans les études portant sur la cristallogenèse et leur réactivité (en) à l'état solide.
Il a ensuite passé deux ans (1947-1949) au Cavendish Laboratory de Cambridge où il a obtenu un doctorat en sciences pour des « études sur la diffusion diffuse des rayons X et son application à la détermination des constantes élastiques » sous la direction du professeur William Alfred Wooster, un expert en cristallographie.

## Travaux de recherche
Après avoir obtenu son doctorat, il est retourné à l'Indian Institute of Science de Bangalore, en Inde, en 1949, en tant que professeur adjoint de physique. En 1952, il a rejoint l'Université de Madras en tant que professeur et chef du département de physique, où il a poursuivi ses travaux sur la cristallographie. Son intérêt s'est toutefois déplacé vers la structure des macromolécules biologiques. En utilisant la diffraction des rayons X, lui et Gopinath Kartha (en) ont proposé et publié la structure en triple hélice du collagène en 1954 dans la revue Nature, attirant l'attention des scientifiques du monde entier sur le groupe de Madras.
Désireux de s'attaquer aux problèmes à un niveau plus fondamental, il a décidé d'utiliser ses connaissances pour examiner les différentes conformations des polypeptides alors connus et aussi pour développer un bon étalon qui pourrait être utilisé pour examiner et évaluer toute structure en général, mais celles des peptides en particulier. En 1963, le résultat de ces recherches - maintenant communément appelé le diagramme de Ramachandran - a été publié dans le Journal of Molecular Biology et est devenu un outil essentiel dans le domaine de la conformation des protéines.
À partir du milieu des années 1960, il a étudié de nombreux sujets relatifs à la conformation des peptides, notamment les types de β turns (en), la conformation des résidus prolyles, les unités cis-peptides, l'occurrence et la nécessité de la non-planéité des peptides, les constantes de couplage RMN, les peptides contenant des résidus L et D et bien d'autres.
Il a reçu la prestigieuse bourse Jawarharlal Nehru (en) en 1968 pour des recherches sur la conformation des protéines et des polypeptides. On peut lui attribuer le mérite d'avoir réuni dans le seul domaine de la biophysique moléculaire (en) les domaines alors disparates de la cristallographie aux rayons X, de la synthèse peptidique, de la RMN et d'autres études optiques, et de l'expérimentation physico-chimique. En 1970, il a fondé l'Unité de biophysique moléculaire à l'Indian Institute of Science, qui a ensuite été connue sous le nom de Centre of Advanced Study in Biophysics.
G. N. Ramachandran et A.V. Lakshminarayanan ont mis au point des algorithmes de convolution et de rétroprojection qui ont considérablement amélioré la qualité et l'aspect pratique des résultats que l'on peut obtenir par tomographie à rayons X. Par rapport aux méthodes précédemment utilisées, leurs algorithmes ont considérablement réduit le temps de traitement informatique pour la reconstruction de l'image, tout en fournissant des images numériquement plus précises. En conséquence, les fabricants commerciaux de scanners tomographiques à rayons X ont commencé à construire des systèmes capables de reconstruire des images haute résolution presque parfaites d'un point de vue photographique. En 1971, ils ont publié leurs recherches dans les Proceedings of the National Academy of Sciences (PNAS).
En 1981, il est devenu un membre fondateur du Conseil culturel mondial.
Parmi les récompenses notables qu'il a reçues figurent le Prix Shanti Swarup Bhatnagar de sciences et technologie pour la physique (1961) et le titre de membre de la Royal Society. En 1999, l'Union internationale de cristallographie lui a décerné le prix Ewald pour ses « contributions exceptionnelles à la cristallographie ». Il a également été proposé pour le prix Nobel pour ses contributions fondamentales à la structure et à la fonction des protéines.

## Les années suivantes
G. N. Ramachandran a été bouleversé par la mort de son épouse Rajalakshmi en 1998. Au cours des dernières années de sa vie, il a subi une attaque cérébrale et a été atteint de la maladie de Parkinson. il est décédé en 2001 à l'âge de 78 ans. D'éminents scientifiques, dont le professeur Linus Pauling et le professeur Francis Crick, le considéraient comme un scientifique de grande réputation, du niveau des récipiendaires du prix Nobel.

## Héritage
Chaque année, le Council of Scientific and Industrial Research (en) (CSIR) décerne la G N Ramachandran Gold Medal for Excellence in Biological Sciences & Technology à sa mémoire pour des travaux dans le domaine des sciences biologiques et de la technologie.